# Where Do You Start
Albums de Brad Mehldau Trio
Ode
(2012) 10 Years Solo Live
(2015)
Where Do You Start est un album en trio du pianiste de jazz américain Brad Mehldau sorti en 2012 chez Nonesuch Records. Il forme un diptyque avec Ode, enregistré lors des mêmes sessions.
Il est principalement constitué de reprises de standards de jazz et de pop, avec une composition de Mehldau.
Ce disque a reçu le Grand Prix attribué au meilleur disque de l'année de l'Académie du jazz.

## Liste des pistes
| No  | Titre                | Musique                                        | Durée |
| --- | -------------------- | ---------------------------------------------- | ----- |
| 1.  | Got Me Wrong         | Jerry Cantrell                                 | 5:25  |
| 2.  | Holland              | Sufjan Stevens                                 | 8:47  |
| 3.  | Brownie Speaks       | Clifford Brown                                 | 8:14  |
| 4.  | Baby Plays Around    | Elvis Costello et Cait O'Riordan               | 10:08 |
| 5.  | Airegin              | Sonny Rollins                                  | 6:24  |
| 6.  | Hey Joe              | Billy Roberts                                  | 6:25  |
| 7.  | Samba e Amor         | Chico Buarque                                  | 9:03  |
| 8.  | Jam                  | Brad Mehldau                                   | 5:27  |
| 9.  | Time Has Told Me     | Nick Drake                                     | 8:31  |
| 10. | Aquelas Coisas Todas | Toninho Horta                                  | 6:02  |
| 11. | Where Do You Start?  | Johnny Mandel, Marilyn Bergman et Alan Bergman | 9:01  |

## Personnel
- Brad Mehldau - piano
- Larry Grenadier - contrebasse
- Jeff Ballard -  batterie